# Anatolij Adamiszyn
Anatolij Leonidowicz Adamiszyn (ros. Анатолий Леонидович Адамишин, ur. 11 października 1934 w Kijowie, zm. 13 sierpnia 2025) – radziecki i rosyjski polityk i dyplomata.

## Życiorys
W 1957 ukończył studia na Wydziale Ekonomicznym Moskiewskiego Uniwersytetu Państwowego, kandydat nauk historycznych, w latach 1959–1959 referent Wydziału I Europejskiego Ministerstwa Spraw Zagranicznych ZSRR, 1959–1965 pracownik Ambasady ZSRR we Włoszech, m.in. jako III sekretarz i II sekretarz. Później pracował w centralnym aparacie MSZ ZSRR, w latach 1973–1978 szef Zarządu ds. Ogólnych Problemów Międzynarodowych MSZ ZSRR, 1978–1986 kierownik Wydziału I Europejskiego i (od 1979) członek Kolegium MSZ ZSRR, 1986–1990 wiceminister spraw zagranicznych ZSRR, 1987–1990 przewodniczący Komisji ZSRR ds. UNESCO, od 1990 do 24 grudnia 1992 ambasador nadzwyczajny i pełnomocny ZSRR/Rosji we Włoszech. Od października 1992 do 1994 I zastępca ministra spraw zagranicznych Rosji, 12 grudnia 1993 wybrany deputowanym Dumy Państwowej z listy partii Jabłoko, 1994–1997 ambasador Rosji w Wlk. Brytanii, od 28 sierpnia 1997 minister Rosji ds. Wspólnoty Niepodległych Państw, 1998–2005 wiceprezydent Finansowej Spółki Akcyjnej „Sistema” w Moskwie. Znał języki angielski, francuski, włoski i ukraiński.

## Odznaczenia
- Order Czerwonego Sztandaru Pracy (dwukrotnie – 1981 i 1984)
- Order Przyjaźni Narodów (1975)
- Order „Znak Honoru” (1971)